# Termolisina
La termolisina és un enzim metaloproteinasa termoestable neutral produït pel bacteri grampositiu Bacillus thermoproteolyticus. Aquest necessita un ió zinc per a l'activitat de l'enzim i quatre ions calci per a l'estabilitat estructural.
La termolisina catalitza específicament la hidròlisi de l'enllaç peptídic que conté aminoàcids hidròfobs. Però la termolisina és utilitzada sovint per a la formació d'enllaços peptídics per la reacció inversa d'hidròlisi.
La termolisina és el membre més estable de la familia de les matelaoproteïnases produïdes per diverses espècies Bacillus. Aquests enzims són anomenats també proteinases “neutrals” o proteinases semblants a les termolisines (TLPs).

## Síntesi
Com totes les proteases bacterianes extracel·lulars, la termolisina és sintetitzada primerament pel bacteri com a pre-proenzim. La termolisina és sintetitzada com un pre-proenzim que consisteix en un senyal peptídic de 28 aminoàcids, el propèptid té 204 aminoàcids i l'enzim madur té 316 aminoàcids de llargada. El senyal peptídic actua com un senyal de translocació de la pre-protermolisina cap a la membrana citoplasmàtica del bacteri.
En el periplasma, la pre-protermolisina és convertida a protermolisina per un senyal peptidasa. La proseqüència actua llavors com una xaperona molecular i condueix cap a l'autoescletxa de l'enllaç peptídic unint la seqüència pro i la madura. La proteïna madura és secretada al medi extracel·lular.

## Estructura

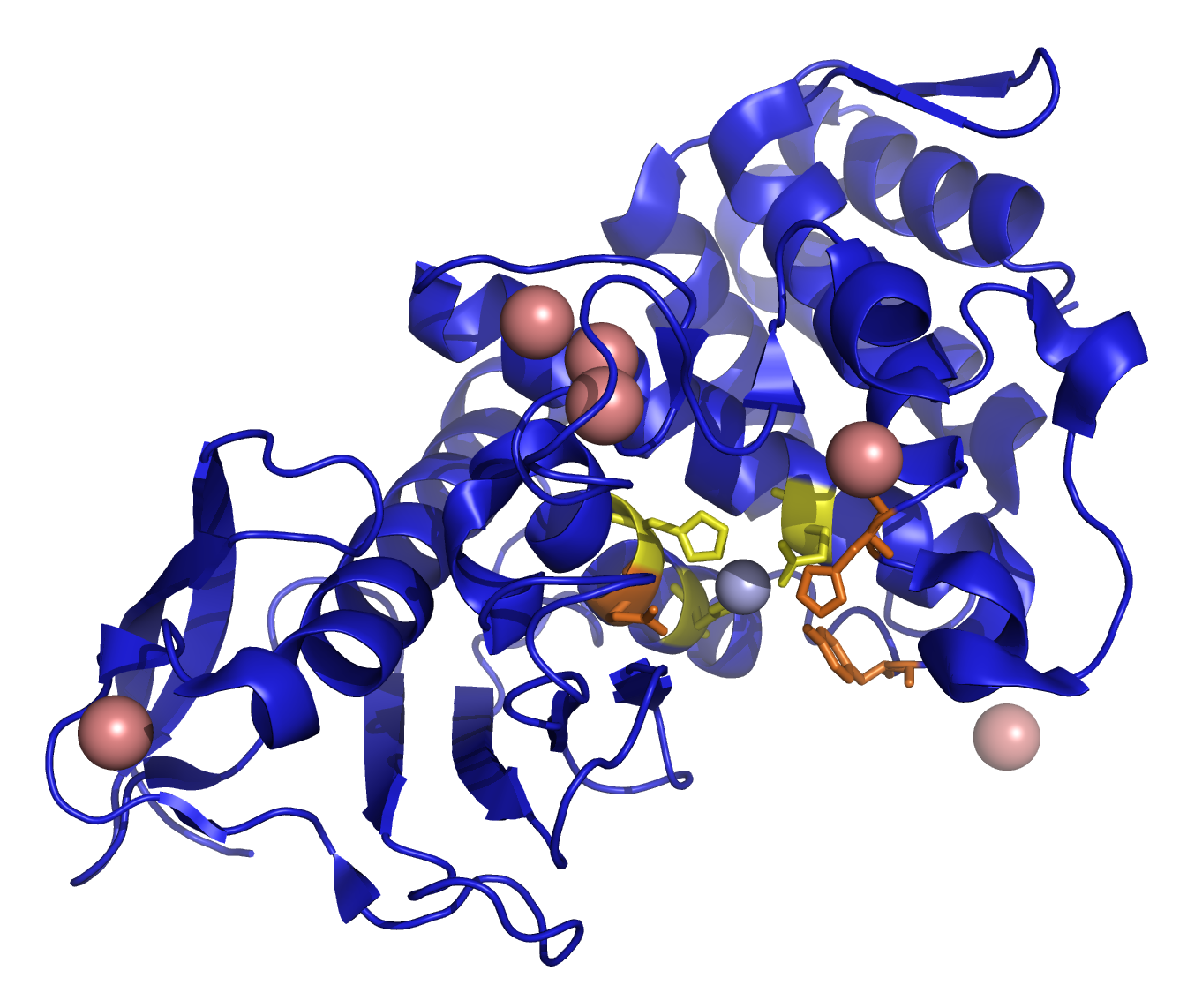
Estructura de la termolisina

La termolisina té un pes molecular de 34.600 Da. La seva estructura general consisteix en dos dominis aproximadament esfèrics amb una profunda escletxa al mig de la molècula, separant els dos dominis.
L'estructura secundària de cada domini és força diferent; el domini N-terminal consisteix bàsicament d'una fulla plegada beta, mentre que el domini C-terminal és bàsicament una hèlix alfa. Aquests dos dominis estan connectats per una hèlix alfa central, que atravessa els aminoàcids 137-151.
En contrast amb altres proteïnes que pateixen canvis conformacionals per la temperatura i la desnaturalització, la termolisina no pateix cap canvi conformacional fins almenys els 70 °C. L'estabilitat tèrmica dels membres de la familia TLP és mesurada en termes de T50 temperatura. A aquesta temperatura d'incubació durant 30 minuts es redueix l'activitat dels enzims a la meitat. La termolisina té una T50 de 86,9 °C, fent d'ella el membre més termoestable de la familia de les TLP.
Estudis sobre la contribució del calci a l'estabilitat de la termolisina han mostrat que durant la inactivació tèrmica un ió de calci sol és alliberat de la molècula.
Evitar que aquest calci s'uneixi originàriament a la molècula per mutació de la seva zona d'unió, redueix l'estabilitat de la termolisina per 7 °C. Tot i així, mentre que el calci realitza una significant contribució a l'estabilització de la termolisina, més crucial per a l'estabilitat és el petit cluster d'aminoàcids del domini N-terminal localitzat a les proteïnes de la superfície. En particular la fenilalanina (F) a l'aminoàcid de posició 63 i la prolina (P) a l'aminoàcid de posició 69 contribueixen de manera significativa a l'estabilitat de la termolisina.
Canviant aquests aminoàcids a la treonina (T) i l'alanina (A) respectivament en una proteinasa com la termolisina menys estable produïda per Bacillus stearothermophillus (TLP-ste), desemboca en reduccions individuals en estabilitat de 7 °C (F63- T) i 6,3 °C (P69 – A) i quan combinen una reducció, en estabilitat de 12,3 °C.